# Bodheur
Bodheur o Bodher (in arabo بوضر‎?) è un villaggio della Tunisia.
Conta 1.193 abitanti e costituisce, con Bennane, una municipalità di 12.168 abitanti  facente parte del governatorato di Monastir.